# 岩舘電気
岩舘電気株式会社（いわだてでんき）は、岩手県盛岡市に本社を置く電気工事会社。岩館電気は誤用。

## 概要
戦後間もなく創業した、岩手の電気工事会社。テレビコマーシャルのインパクトのため、岩手県内での知名度は高い。売り上げのうち公共事業の電気設備工事が大部分を占めるが、電気通信設備工事や光通信設備工事にも事業を拡げており、民間の工事は規模の小さなものから大きなものまで広く扱う。
2011年3月11日に起きた東日本大震災では、沿岸部で被災した岩手県電気工事業工業組合の支部に支援物資を届けた。本業の公共事業は工期の延期や入札延期で影響を受けた。

## 沿革
- 1945年 - 11月に初代社長の平野正喜が岩舘電気商会を創業
- 1946年 - 宮古支店を開設
- 1953年 - 2月に法人登記、岩手県知事登録を受ける
- 1963年 - 資本金を500万円に増資する
- 1963年 - 本社を盛岡市長田町23番27号へ移転
- 1965年 - 電気工事業として全国初のテレビコマーシャルを始める
- 1967年 - 平野正喜が紺綬褒章を受章
- 1970年 - 秋田営業所を開設。平野正喜が紺綬褒章飾版を受章
- 1973年 - 建設大臣許可を受ける
- 1973年 - 資本金を1,600万円に増資する
- 1974年 - 新社屋完成
- 1979年 - 建設大臣表彰
- 1980年 - 資本金を3,200万円に増資する
- 1981年 - 平野正喜が黄綬褒章を受章
- 1984年 - 盛岡市役所に時報チャイムを設置（「春まだ浅く」作詞・石川啄木、作曲・古賀政男）
- 1991年 - 平野正喜が勲五等双光旭日章を受章
- 1994年 - 4月1日、創業者没。2代目代表者に平野喜嗣が就任する。夫人は元岩手県議会議員で米内光政の姪の平野ユキ子
- 2006年 - 第21回地方CM大賞を受賞
- 2012年 - 平成24年秋の褒章で2代目代表者・平野喜嗣が黄綬褒章を受章
- 2019年 - 7月1日、3代目代表者（代表取締役社長）に平野喜英が就任する。平野喜嗣は代表取締役会長に就任
- 2021年 - 釜石営業所を開設
- 2021年 - 令和3年秋の叙勲で2代目代表者・平野喜嗣が旭日双光章を、常務取締役・髙橋常夫が瑞宝単光章を受章
- 2021年 - いわて働き方改革AWARD 2021 優秀賞を受賞
- 2023年 - 北上出張所を開設
- 2024年 - TOHOKU DX大賞2024 最優秀賞を受賞
- 2025年 - いわてDX大賞2024 大賞を受賞

## テレビコマーシャル
電気工事業としては日本で初めて、テレビでコマーシャルを放送した。スポットCM放送は1965年から放送され、CMソングは1972年より放送されている。なお、コマーシャルのインパクトのため県内での知名度は高く、地方コマーシャルを取り上げるフジサンケイグループ広告大賞の地方CM大賞で2006年度第21回大賞を受賞し、地方CMを集めたDVDソフトに収録されている。岩手では地方CM大賞が放送されていないため、めんこいテレビの社員が無断で応募したところ大賞を受賞してしまい、受賞後に放送された内容が岩舘電気に知らされた。受賞したCMは工事服にヘルメットを被ったアニメの男女が肩を組んで肩を揺らすバージョンのもので、1995年頃から2016年末まで放送されていた。オリジナルのテレビコマーシャルの作詞は初代社長の平野正喜が行い、これにボッカ（牧歌）という名前のスナックのオーナーの畠山信也（のぶや）が簡単でインパクトが強く、且つ下品にならない事を意識してメロディーをつけた。畠山は社長の友人で元社員でもあり、岩舘電気に勤務している際は資材部長を務めた。戦時中は日本陸軍の音楽隊に所属していてピアノとサックスができ、土日ジャンボ市の作曲もしている。畠山はボッカレコードというレーベルを作り、岩舘電気のレコードを出した。
CMソングの歌詞は3番まであり、会社紹介のパンフレットで確認できる。CMで歌われているのは1番だけだが、県内の認知度は高く、ご当地ソングとして来県したアーティストに歌われることがある。